# 穹顎蝠屬
穹齶蝠屬（大鼻穹齶蝠）（学名：Promops），哺乳綱、翼手目、犬吻蝠科的一屬，而與穹齶蝠屬（大鼻穹齶蝠）同科的動物尚有犬吻蝠屬、遊尾蝠屬（爪哇遊尾蝠）、美洲犬吻蝠屬（兜犬吻蝠）等之數種哺乳動物。

## 下属物种
- 中部穹腭蝠 (中美圓齶蝠) Promops centralis Thomas, 1915
- 大鼻穹腭蝠 (大鼻圓齶蝠) Promops nasutus (Spix, 1823)